# Suchiniczi
Suchiniczi (ros. Сухиничи) – miasto w środkowej Rosji, w obwodzie kałuskim nad rzeką Brynią. Wieś która dała początek miastu założono w pierwszej połowie XVII w. Prawa miejskie od 1840 roku. Około 16 tys. mieszkańców (2005).
Duży węzeł kolejowy – stacje Suchiniczi-Uzłowyje oraz Suchiniczi-Gławnyje łączące linie Moskwa – Briańsk – Kijów, Smoleńsk – Tuła oraz Kirow – Suchiniczi.